# Château de Glehn
Le château de Glehn (estonien : Glehni loss) ou manoir de Mustamäe est un édifice construit dans la seconde moitié du XIXe siècle dans le quartier Hiiu du district de Nõmme au sud de la ville de Tallinn en Estonie.

## Historique

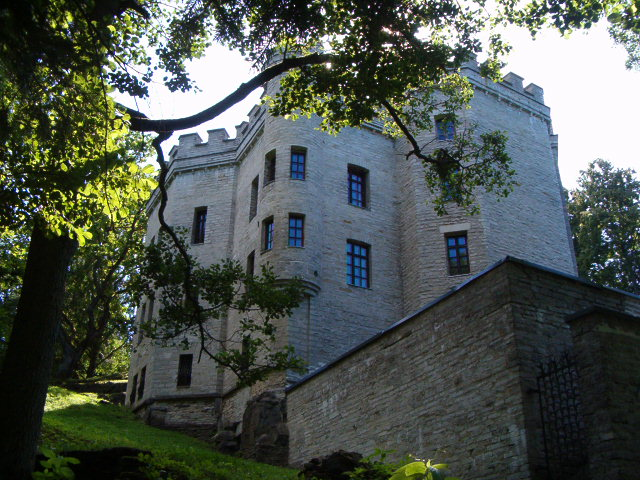
Vue en contrebas du château.

Le château de Glehn fut édifié sur la colline de Nõmme par l'architecte Nikolai von Glehn. Ce vaste manoir fut achevé en 1886. 
Le château est entouré d'un grand parc dans lequel Nikolai von Glehn fit élever au début du XXe siècle une tour qui servit de phare pour la ville portuaire et devint par la suite l'observatoire de Tallinn.
Après la Première Guerre mondiale, Nikolai von Glehn émigra en Allemagne. 
Laissé à l'abandon, le château fut pillé et tomba en déclin. 
Dans les années 1960, la restauration de l'édifice a commencé. Une fois rénové, le palais fut inauguré le 24 mars 1977.
Deux sculptures de Nikolai von Glehn (Kalevipoeget Crocodile) sont exposées dans le parc du château appelé parc Glehn.
On peut y voir aussi un observatoire et une orangerie.
En 1981, fut tourné, dans ses murs, le film Le Chien des Baskerville.